# Dalea zimapanica
Dalea zimapanica är en ärtväxtart som beskrevs av Sebastian Schauer. Dalea zimapanica ingår i släktet Dalea, och familjen ärtväxter. Inga underarter finns listade i Catalogue of Life.